# Diodone
Diodone là một chất phóng xạ được sử dụng trong chụp cắt lớp niệu. Nó thường được điều chế dưới dạng muối với diethanolamine.